# Sidney Toler
Sidney Toler, född Hooper G. Toler Jr. den 28 april 1874 i Warrensburg i Missouri, död 12 februari 1947 i Beverly Hills i Kalifornien, var en amerikansk skådespelare, dramatiker och teaterregissör. Toler är känd för att ha gestaltat detektiven Charlie Chan i 22 filmer mellan 1939 och 1946 men var också en framgångsrik komediskådespelare på Broadway.

## Filmografi i urval
- 1932 – Blonda Venus
- 1934 – Vildmarkens dotter
- 1934 – Agent n:o 13
- 1935 – Skriet från vildmarken
- 1936 – Bröder i kvadrat
- 1937 – Dubbelbröllop
- 1938 – Den gyllene jorden
- 1939 – Charlie Chan i Honolulu
- 1939 – Skilsmässomordet
- 1939 – Det ensamma husets hemlighet
- 1939 – City in Darkness
- 1940 – Charlie Chan in Panama
- 1940 – Charlie Chan's Murder Cruise
- 1940 – Charlie Chan at the Wax Museum
- 1940 – Murder Over New York
- 1941 – Dead Men Tell
- 1941 – Charlie Chan in Rio
- 1942 – Castle in the Desert
- 1942 – Skräcknatten vid Glada Gatan 13
- 1944 – Charlie Chan in the Secret Service
- 1944 – The Chinese Cat
- 1944 – Black Magic
- 1945 – The Jade Mask
- 1945 – The Scarlet Clue
- 1945 – The Shanghai Cobra
- 1946 – The Red Dragon
- 1946 – Dark Alibi
- 1946 – Shadows Over Chinatown
- 1946 – Dangerous Money
- 1946 – The Trap